# Дарън Крис
 Дарън Еверет Крис  (на английски: Darren Everett Criss, роден на 5 февруари 1987 г., Калифорния, САЩ) е американски актьор, композитор и писател, познат на публиката в ролята на Блейн Андерсън в сериала „Клуб Веселие“, продуциран от компанията Fox. Крис е един от членове на театрална компания StarKid Productions.
От 2015 до 2017 г. озвучава Сайдсуайп в анимационния сериал „Трансформърс: Роботи под прикритие“ по Cartoon Network.
През февруари 2019 г. Крис се жени за приятелката си Мия Суайър.